# Maurizio Schincaglia
Maurizio Schincaglia (Codigoro, Provincia de Forlì-Cesena, Italia, 21 de abril de 1959) es un exfutbolista italiano. Se desempeñaba en la posición de delantero.

## Clubes
| Club            | País   | Año         |
| --------------- | ------ | ----------- |
| Juventus F. C.  | Italia | 1976 - 1977 |
| Casale Calcio   | Italia | 1977        |
| U. S. Cremonese | Italia | 1978        |
| Ternana Calcio  | Italia | 1978 - 1979 |
| Atalanta B. C.  | Italia | 1979 - 1980 |
| Casale Calcio   | Italia | 1980 - 1981 |
| Forlì F. C.     | Italia | 1981 - 1983 |
| Imperia Calcio  | Italia | 1983        |
| Vicenza Calcio  | Italia | 1983 - 1986 |
| A. S. Treviso   | Italia | 1986 - 1988 |
| Giarre F. C.    | Italia | 1988 - 1990 |
| A. C. Pistoiese | Italia | 1990 - 1992 |